# Şenpazar

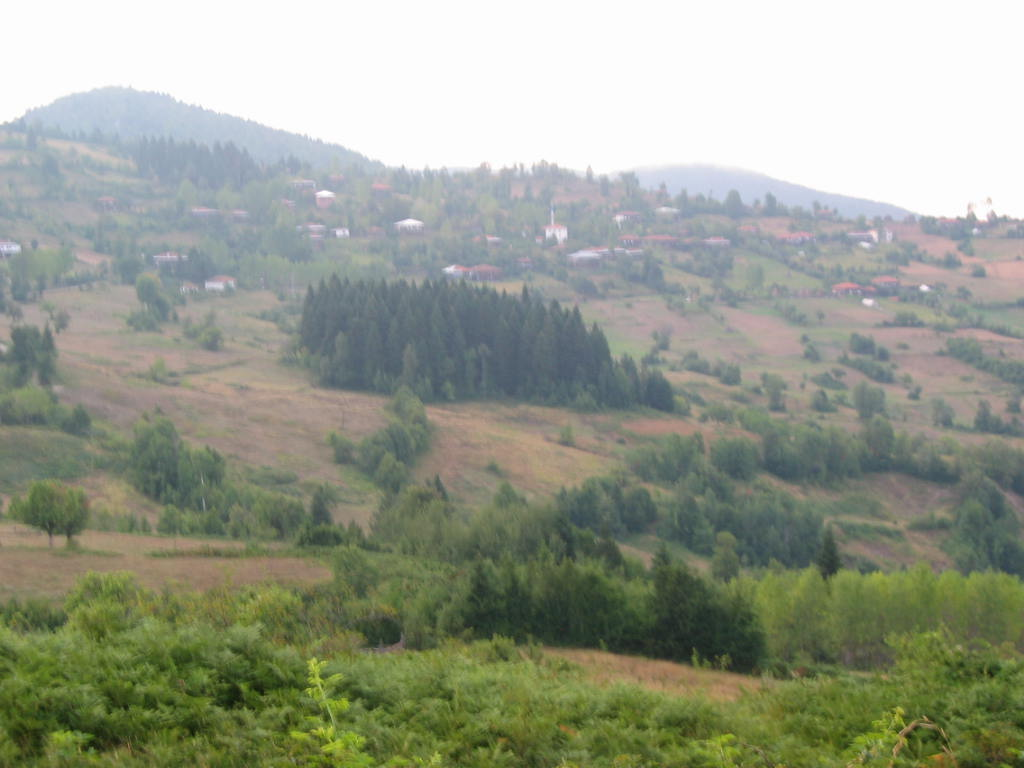
Alancık

Şenpazar ist eine Stadt und Hauptort des gleichnamigen Landkreises in der nordanatolischen Provinz Kastamonu. Der Ort liegt etwa 17 km von der Schwarzmeerküste entfernt an der Fernstraße D 759 (Seydiler–Cide). Bis zur Provinzhauptstadt Kastamonu sind es 65 km in südöstlicher Richtung. Der Ort hieß bis 1968 Şehribani bzw. Şarabani und wurde laut Stadtsiegel 1974 zur Belediye (Gemeinde) erhoben.
Der Landkreis wird im Norden und Westen vom Kreis Cide begrenzt, im Nordosten vom Kreis Doğanyurt sowie im Osten und Süden vom Kreis Azdavay. Der Kreis ist 1987 aus dem südöstlichen Teil des Kreis Cide hervorgegangen und war bis dahin ein eigener Bucak dort. 1985, zur letzten Volkszählung vor der Gebietsänderung hatte der Bucak Şenpazar eine Einwohnerzahl von 9165, wovon 2439 auf den Bucak-Hauptort (Bucak Merkezi) Şenpazar entfielen.
Ende 2020 zählte der Kreis neben der Kreisstadt (36,7 % der Kreisbevölkerung) 23 Dörfer (Köy) mit durchschnittlich 121 Bewohnern. Das Spektrum der Einwohnerzahlen lag zwischen 412 (Edeler) und 22 (Furuncuk). Die Bevölkerungsdichte lag unter dem Provinzdurchschnitt von 28,8 Einw. je km².